# Scopula achlyoides
Scopula achlyoides là một loài bướm đêm trong họ Geometridae.